# Peter Ho
Peter Ho Run Dong (何潤東T, 何润东S, Hé Rùn DōngP, He Jun TungW; Stati Uniti d'America, 13 settembre 1975) è un attore e cantante statunitense naturalizzato taiwanese.

## Carriera
Ha frequentato la Dominican International School di Taipei, Taiwan. Sin dal suo debutto nel 1998, Ho ha pubblicato sette album studio ed ha recitato in 25 tra film e serie televisive, tra i quali da ricordare sono Wind and Cloud, Crouching Tiger Hidden Dragon, One meter Sunshine e The Young Warriors. Ha recitato anche in un film tokusatsu, Kamen Rider 555 The Movie: Paradise Lost, il primo Kamen Rider non giapponese, nel ruolo di Leo.
Nel 2008, ha cantato la canzone tema delle Olimpiadi di Pechino 2008, Beijing Huanying Ni, insieme a decine di altri artisti provenienti da ogni regione cinese. Nel 2016 recita in Mi yue jiu dian sha ren shi jian, thriller diretto dal regista sudcoreano Jang Cheol-soo.